# Bedford (conseil législatif)
Pour les articles homonymes, voir Bedford.
Ne doit pas être confondu avec Bedford (division sénatoriale canadienne).
Division du Conseil législatif du Québec
Bedford est une division du Conseil législatif du Québec ayant existé de 1867 à 1968. Elle est abolie en même temps que le Conseil lui-même.

## Liste des conseillers
| Années | Années      | Conseiller législatif         | Parti           |
| ------ | ----------- | ----------------------------- | --------------- |
|        | 1867 - 1898 | Thomas Wood                   | Conservateur    |
|        | 1898 - 1903 | John Charles McCorkill        | Libéral         |
|        | 1904 - 1914 | Ernest de Varennes            | Libéral         |
|        | 1919 - 1929 | Joseph-Jean-Baptiste Gosselin | Libéral         |
|        | 1929 - 1958 | Jacob Nicol                   | Libéral         |
|        | 1960 - 1968 | Joseph-Oscar Gilbert          | Union nationale |